# اسکات مک‌کنا
اسکات مک‌کنا (انگلیسی: Scott McKenna؛ زادهٔ ۱۲ نوامبر ۱۹۹۶) بازیکن فوتبال اهل بریتانیا است که برای باشگاه فوتبال ناتینگهام فارست بازی می‌کند.
وی همچنین در تیم‌های ملی فوتبال زیر ۲۱ سال اسکاتلند و اسکاتلند بازی کرده‌است.